# Gints Meija
Gints Meija (Riga, 4 settembre 1987) è un hockeista su ghiaccio lettone.

## Carriera
Nei primi anni di carriera ha giocato con SK Riga 20 (2005-2007) e HK Riga 2000 (2007-2009). Nella stagione 2008/09 ha militato in KHL con la Dinamo Riga. Dopo una parentesi nell'HK Liepājas Metalurgs (2010/11), è tornato nel club della Dinamo Riga in cui milita tuttora.
In ambito internazionale, con la rappresentativa lettone, ha preso parte ai Giochi olimpici invernali 2010 e a diverse edizioni dei campionati mondiali a partire dal 2010.